# 繁殖體
繁殖體是指任何可以用於植物繁殖目的的植物材料。在無性生殖中，繁殖體可以是木質、半硬木或軟木的切段、葉片，或任何其他的植物部位。在有性生殖中，繁殖體則是種子。在無性繁殖的微繁殖技術中，任何的植物的部位都可以使用，雖然通常會是可高度分生的部位，如根部、莖部末端或新芽等。
「山藥豆」是一種特殊的繁殖體，直譯為日文則是 長芋豆(ながいもまめ)，也叫「零餘子」（日文：零余子，むかご），是山藥腋芽變態而形成的地上塊莖，在臺灣少見，幾乎沒有。